# 坦博拉语
坦博拉语是一个证据不充分的非南岛语系语言，属于临时分类巴布亚诸语言。这一语言主要使用于中松巴哇岛的坦博拉文化（今属印度尼西亚）。坦博拉语已随着坦博拉文化在1815年随着坦博拉火山的爆发而绝迹。它是已知位于最西部的巴布亚诸语言下属语言。虽然在哈马黑拉岛、特尔纳特和蒂多雷都发现了同时代巴布亚贸易国，但坦博拉语仍属于在巴布亚诸语言中相对独特的海上贸易国语言。